# Sund (efternamn)
Sund. även skrivet Sundh är ett efternamn, som finns i de nordiska länderna. Enligt offentlig statistik tillgänglig i januari 2017 var följande antal personer bosatta i Norden med namnvarianterna
- Sund:  Sverige 1764, Danmark 388, Norge 1779, Finland 511
- Sundh: Sverige 535, Danmark 1, Norge 10,Finland (under 5)
- Totalt: Sverige 2299, Danmark 389, Norge 1789, Finland 511

Namnet har använts som soldatnamn i Sverige.

## Personer med efternamnet Sund eller Sundh
- Bill Sund (1945–2025), historiker, professor i arbetsmarknadskunskap
- Britta Sundh (1913–1935), målare
- Harald Sund (1876–1940), norsk arkitekt
- Håkan Sund (född 1946), pianist, dirigent och tonsättare
- Inger Sundh (född 1952), skådespelare
- Jacues Sund (1932–1991), målare
- Kerstin Sundh (1912–2000), författare av barn- och ungdomsböcker
- Lars Sund (född 1953), finlandssvensk författare
- Lars Sundh (född 1963), formgivare
- Malin Sund (född 1972), finlandssvensk professor i kirurgi
- Marion Sundh (1927–1987), sångerska och musiker
- Nils Sundh (1898–1969), backhoppare
- Oscar Sundh (född 1986), ishockeyspelare
- Per Sundh, flera personer
  - Per Sundh (1879–1930), militär
  - Per Sundh (1917–2007), militär
- Peter Sundh (född 1974), ishockeymålvakt
- Robert Sund (född 1942), dirigent och kompositör
- Tony Sund (född 1995), finländsk ishockeyspelare
- Torvald Sund (född 1952), norsk författare och dramatiker
- Viktor Sund (1891–1966), finlandssvensk folkskollärare och skald
- Åsa Sundh (född 1946), företagare och poilitiker, moderat, senare junilistan